# Biblioteca Estatal de Baviera
La Biblioteca Estatal de Baviera, Bayerische Staatsbibliothek -BSB- (llamada Bibliotheca Regia Monacensis antes de 1919), es la biblioteca central del Estado Federal Libre de Baviera y una de la bibliotecas europeas más importantes. Goza de gran prestigio internacional como biblioteca de investigación. Junto con la Staatsbibliothek zu Berlín (Biblioteca Estatal de Berlín) y la Deutsche Nationalbibliothek (Biblioteca Nacional de Alemania) forma la Biblioteca Nacional virtual de Alemania. Posee una de las colecciones de manuscritos más importantes del mundo, la más amplia colección de incunables de Alemania, así como otras importantes colecciones especiales (Música, Mapas e imágenes, Europa del Este, Oriente, Este asiático...).

## Historia
Fue fundada en 1558, como biblioteca de la corte del duque Albrecht V. von Wittelsbach, mediante la compra de la biblioteca de Johann Albrecht Widmannstetter. En 1571 se pudo adquirir la colección de Johann Jakob Fugger, que incluía la biblioteca de Hartmann Schedel. Se levanta sobre la Ludwigstrasse, una de las cuatro arterias reales de la ciudad.
Desde 1663 existe en Baviera un derecho de depósito legal, que obliga a enviar a la Bayerische Staatsbibliothek dos ejemplares de cada obra impresa publicada en Baviera. Ese derecho se ha mantenido inalterado hasta el día de hoy.
Cuando se produjo la secularización en Baviera y el traslado de la biblioteca de la corte palatina, la Bayerische Staatsbibliothek experimentó entre 1802 y 1804 un incremento de aproximadamente 550 000 volúmenes impresos y 18 600 manuscritos.

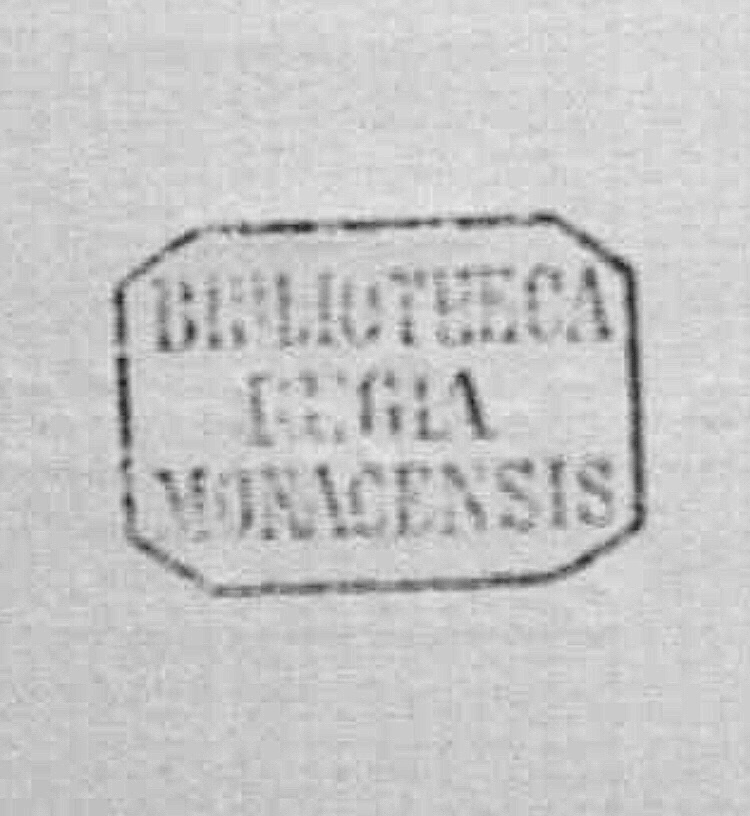
Sello de la Bibliotheca Regia Monacensis

Desde 1919, la antigua biblioteca de la corte de Múnich adopta el nombre de Bayerische Staatsbibliothek. 
Durante la Segunda Guerra Mundial, a pesar del traslado de los fondos, se produjo una pérdida de cerca de 500 000 volúmenes. 
El edificio quedó destruido en un 85%. En 1946 comenzaron los trabajos de reconstrucción del edificio de la biblioteca y el retorno de los volúmenes trasladados. La reconstrucción culminó con la inauguración del ala sur, que fue completamente renovada. En 1988 entró en funcionamiento la biblioteca de depósito de Garching.
En 1997 se creó el Centro de Digitalización de Múnich y en 2007 se anunció una cooperación con Google para la digitalización del fondo exento de derechos de autor.

## Inventario
Los principales fondos de la biblioteca son:
- 10 millones de volúmenes;
- más de 52 500 suscripciones vivas a revistas impresas y electrónicas;
- 92 000 manuscritos, entre los que destacan: 
  - el Codex Avrevs de San Emmeram;
  - un manuscrito del Cantar de los Nibelungos (Manuscrito A);
  - los Carmina Burana;
  - los Freisinger Denkmäler;
  - el libro de las perícopas del emperador Enrique II;
  - el Talmud de Babilonia;
  - el Cancionero de la Sablonara;
  - Los libros de coro de Orlando di Lasso;
- 19 900 ejemplares de aproximadamente 9660 incunables (que constituyen 1/3 de los aproximadamente 28 000 impresos incunables conservados en el mundo), por ejemplo: 
  - una Biblia de Gutenberg;
  - un calendario turco;
- en la actualidad, alrededor de 35 000 volúmenes digitalizados (volumen de datos: 103 Terabyte).

## Uso
Las salas de lectura de la Bayerische Staatsbibliothek reciben unas 3.000 visitas al día. En la sala general, que está abierta diariamente de 8 a 24 horas, hay  130 000 volúmenes de acceso libre, principalmente obras de referencia y consulta, en la sala de publicaciones periódicas se encuentran unos  18 000 fascículos de revistas vivas. Las secciones de Manuscritos e impresos antiguos, mapas e imágenes, música, así como las de Europa del Este, Oriente y Asia del Este, tienen sus propias salas de lectura, con un fondo de libre acceso. Desde los depósitos se sirven diariamente alrededor de  1500 volúmenes a los usuarios en la sala general.

## Galería

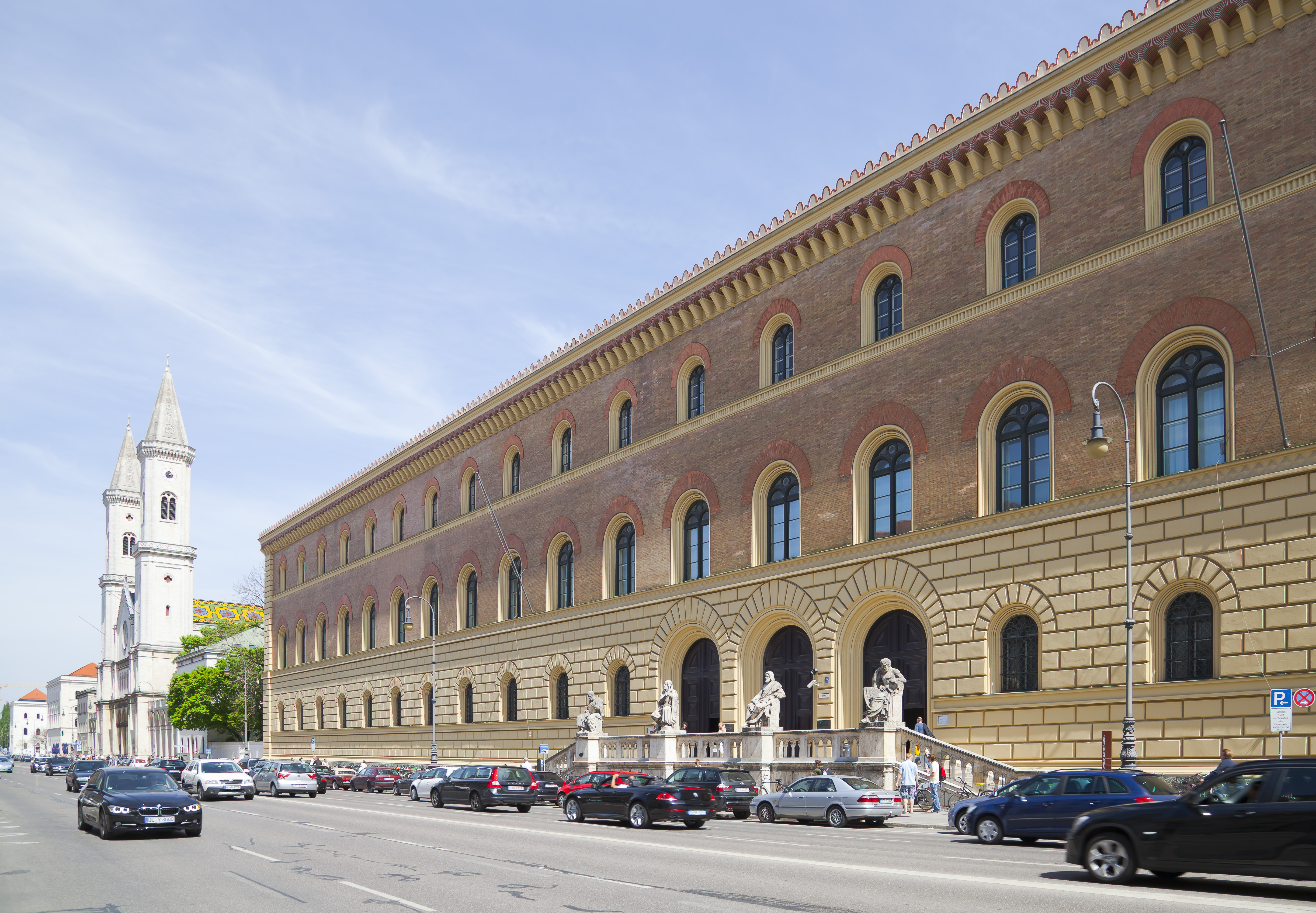
Fachada
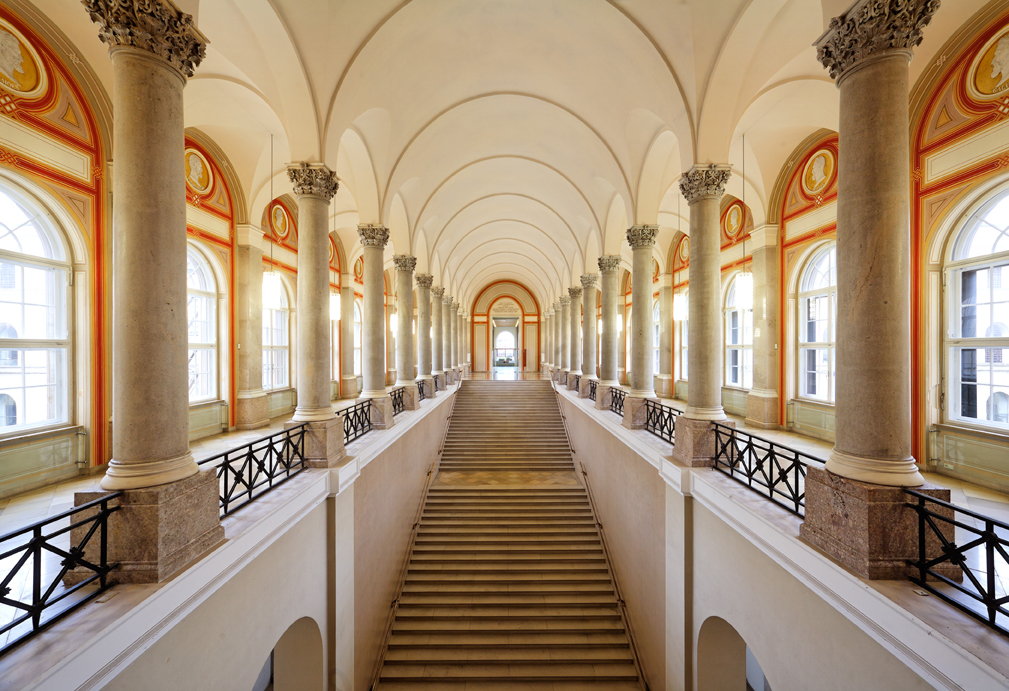
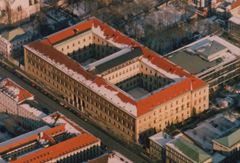

## Enlaces relacionados
- Wikimedia Commons alberga una categoría multimedia sobre Biblioteca Estatal de Baviera.
- Offizielle Homepage
- Die digitalen Sammlungen der Bayerischen Staatsbibliothek
- Página oficial (alemán)
- Página oficial (inglés)
- Colecciones digitales (inglés)